# Eric Justin Toth
Eric Justin Toth (* 13. Februar 1982; alias David Bussone) ist ein ehemaliger Privatschullehrer und verurteilter Sexualstraftäter.
Er wurde wegen Herstellung und Besitz von Kinderpornografie gesucht. Seit 2008 wurde nach ihm gefahndet und am 10. April 2012 wurde er als 495. Person sogar auf die FBI-Top-Ten-Liste gesetzt. Ein Jahr später, am 22. April 2013, wurde er in Esteli, Nicaragua, verhaftet und umgehend an die Vereinigten Staaten ausgeliefert.
Eric Toth wurde am 11. März 2014 zu 25 Jahren Freiheitsentzug verurteilt.